# 施奈德 (印第安納州)
施奈德（英語：Schneider）是一個位於美國印第安纳州萊克縣的城鎮。

## 人口
根據2010年美國人口普查的數據，施奈德的面積為2.02平方千米，當中陸地面積為2.02平方千米，而水域面積為0.08平方千米。當地共有人口194人，而人口密度為每平方千米96人。